# Caiazzo
Caiazzo ist eine italienische Gemeinde (comune) mit 5127 Einwohnern (Stand 31. Dezember 2023) in der Provinz Caserta in Kampanien. Die Gemeinde liegt etwa 12 Kilometer nordnordöstlich von Caserta nahe der Monti Trebulani und grenzt unmittelbar an die Provinz Benevento. Die südliche Gemeindegrenze bildet der Volturno.

## Geschichte
In der Antike war die Gegend durch die Osker und die Samniten besiedelt. Sehenswert sind die Überreste der Akropolis Kaiatinim. Durch Sulla wurde die Stadt, die seit 306 vor Christus zu Rom gehörte, während der Bürgerkriege zerstört.
Seit dem 9. Jahrhundert nach Christus ist das Bistum Caiazzo belegt. 1978 wurde die Diözese mit der von Alife personell zusammengelegt, 1986 endgültig dem Bistum Alife-Caiazzo angegliedert.
1943 kam es in der Gemeinde zum Massaker von Caiazzo durch deutsche Wehrmachtssoldaten.

## Persönlichkeiten
- Aulus Atilius Caiatinus (lebte im 3. Jahrhundert vor Christus), Senator

## Gemeindepartnerschaft
- Ochtendung, Rheinland-Pfalz (seit 1996)

## Verkehr
Die Gemeinde liegt an der Bahnstrecke von Santa Maria Capua Vetere nach Piedimonte Matese.